# سیارک ۱۵۳۴

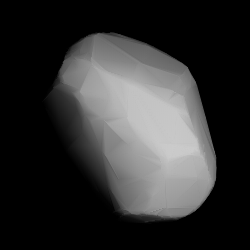
مدل سه‌بُعدی سیارک ۱۵۳۴ بر طبق منحنی نور آن

سیارک ۱۵۳۴ (به انگلیسی: 1534 Nasi، نامگذاری:1939BK) هزار و پانصد و سی و چهارمین سیارک کشف شده‌است که در ۲۰ ژانویه ۱۹۳۹ کشف شد.
قدر مطلق سیارک برابر ۱۱٫۷۰ است.